# Pool Malebo
Pool Malebo je proširenje rijeke Kongo nalik jezeru iznad slapova Livingstone. Proteže se uz granicu Republike Kongo i DR Kongo. Dugo je oko 35 km i široko 23 km. Najveća dubina je 16 m. Na zapadnom dijelu je otok Bamu. Na obalama su važne luke Kinshasa i Brazzaville.